# Montarlot
Montarlot település Franciaországban, Seine-et-Marne megyében. Lakosainak száma 270 fő (2018. január 1.). Montarlot Villecerf, Ville-Saint-Jacques, La Grande-Paroisse és Écuelles községekkel határos.

## Népesség
A település népességének változása:
| Lakosok száma | 149  | 119  | 175  | 174  | 224  | 208  | 234  | 238  | 247  | 270  |
|               | 1962 | 1968 | 1975 | 1982 | 1990 | 2008 | 2013 | 2015 | 2017 | 2018 |